# Universidad Silliman
La Universidad de Silliman es una institución cristiana de educación superior localizada en Dumaguete City, Negros Oriental, Filipinas. Fue la primera escuela protestante fundada en las Filipinas. La universidad es una de pocas instituciones privadas de educación superior que han logrado autonomía en virtud de la concesión de la Comisión de Educación Superior de Filipinas.

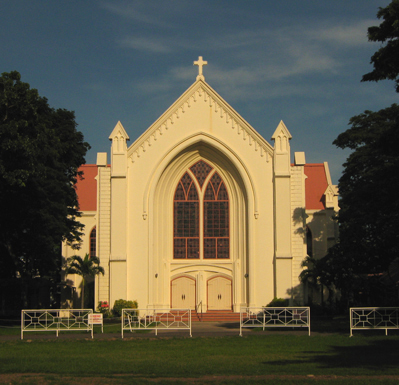
La Capilla de la Universidad de Silliman
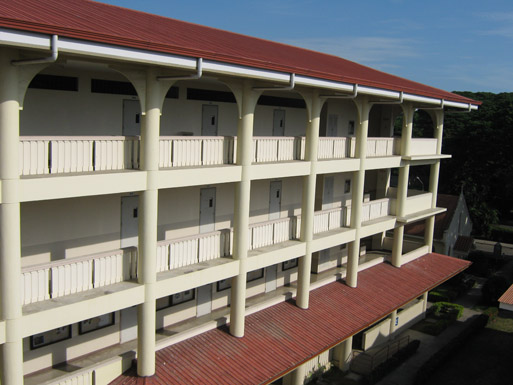
El Edificio de Luz Ausejo
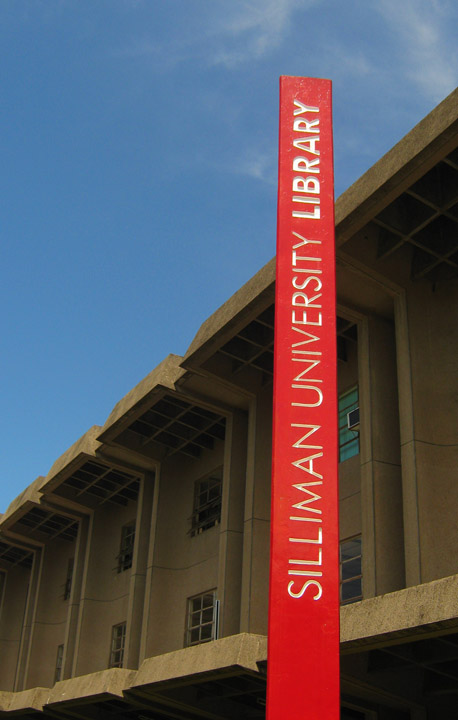
Pilar
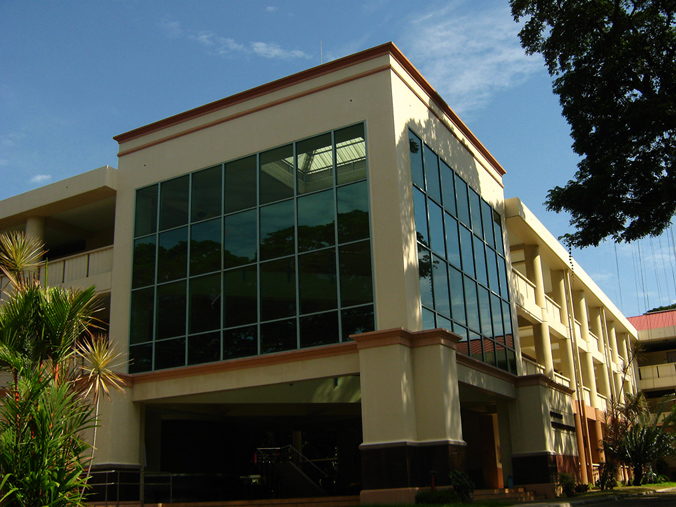
El Edificio de Escuela de la Administración de Negocio
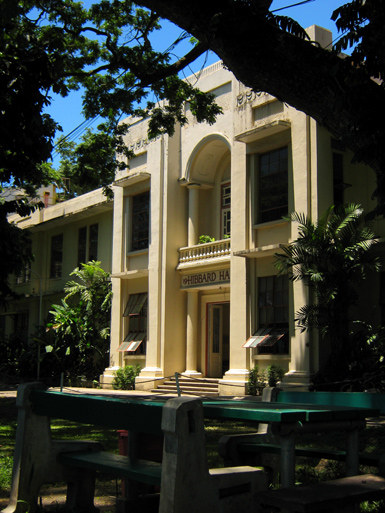
El Edificio de Hibbard (1932)
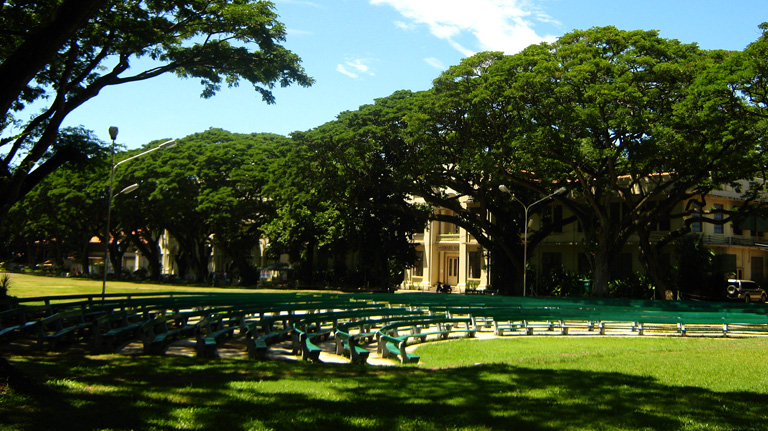
Anfiteatro
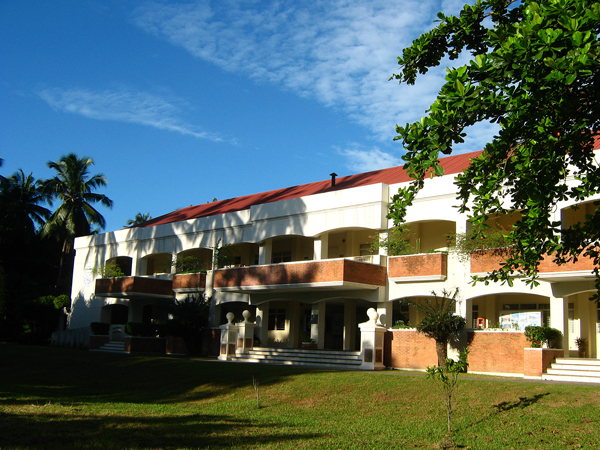
Laboratorio del Marina de la Universidad de Silliman
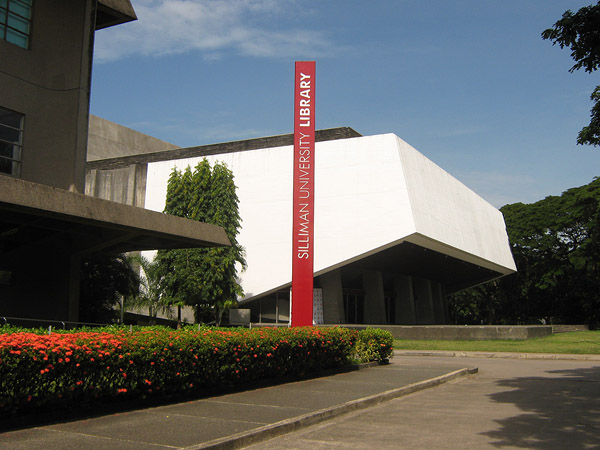
Auditorio de Luce

- Datos: Q1583940
- Multimedia: Silliman University / Q1583940